# ロドニー・マクロード
ロドニー・マクラウド（Rodney McLeod 1990年6月23日- ）は、メリーランド州クリントン出身のアメリカンフットボール選手。現在NFLのクリーブランド・ブラウンズに所属している。ポジションはセイフティ。

## 経歴

### プロ入りまで
高校時代からディフェンシブバックとしてプレーしていたが、多くの大学は、彼をワイドレシーバーとして彼をリクルーティング対象に見ていた。3年次にはチームの先発ディフェンシブバックで唯一インターセプトをあげることができなかった。4年次にはメリーランド大学戦で3インターセプトをあげるなど、チームトップの4インターセプトをあげた。4年間プレーし、190タックル、6インターセプト、1サック、3ファンブルフォースをあげた。

### セントルイス・ラムズ

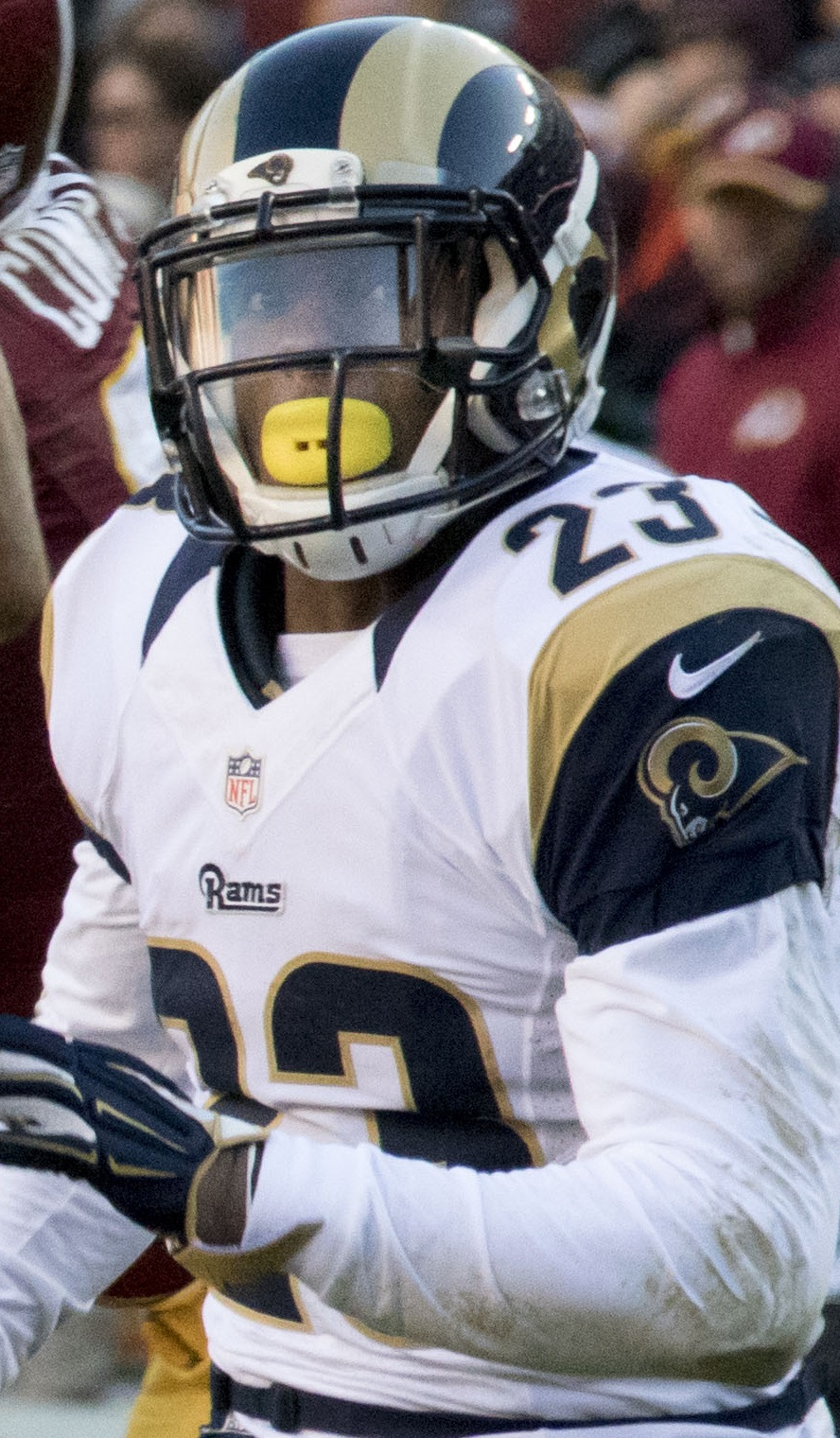
ラムズ時代のマクラウド(2014年シーズン)

2012年4月30日にドラフト外フリーエージェントでセントルイス・ラムズと契約を結んだ。開幕ロースターに残ることをそれほど期待されていなかったが、ダリアン・スチュワート、クレイグ・ドールが負傷したことからチャンスをつかんだ。この年、スペシャルチームで16スペシャルチームタックルをあげた。またフェイクパントでファーストダウンを獲得する21ヤードのレシーブをしている。
2013年、チームメートからスペシャルチームのキャプテンに指名された。フリーセイフティとして先発出場し、2インターセプト、チーム3位の87タックルをあげた。第12週のシカゴ・ベアーズ戦では残り1分32秒にインターセプトをあげた。第13週のサンフランシスコ・フォーティナイナーズ戦ではパスをキャッチしたバーノン・デービスにハードルのように自身の身体を飛び越えさせるプレーを許した。
2014年、9月14日のタンパベイ・バッカニアーズ戦でジョシュ・マカウンのパスをインターセプトした。この年、96タックル、2インターセプトをあげた。
2015年、制限付きフリーエージェントとなった彼は、ドラフト2巡レベルのテンダーオファーを受けて1年240万ドルの契約を6月下旬に結んだ。第7週のクリーブランド・ブラウンズ戦でキャリア初のタッチダウンを挙げた。このシーズンは全16試合に出場し、タックル82回・ファンブルフォース3回・インターセプト1回を記録した。

### フィラデルフィア・イーグルス
2016年3月9日にフィラデルフィア・イーグルスと5年契約を結んだ。この年は16試合に先発し、83タックル、3インターセプト、1サックを記録した。
2017年シーズンは14試合に出場し、54タックル・3インターセプトを記録した。この年のイーグルスは13勝3敗という成績で地区優勝を果たした。マクラウドにとってはキャリア初のポストシーズンとなった。
プレーオフ初戦、アトランタ・ファルコンズとのディビジョナルラウンドではQBマット・ライアン相手にサックを記録し、チームの勝利に貢献した。イーグルスはその後NFCチャンピオンシップゲームも勝ち抜き、第52回スーパーボウルに進出した。迎えたニューイングランド・ペイトリオッツとのスーパーボウルでは6回のタックルを記録した。チームも41-33で勝利し、スーパーボウルチャンピオンに輝いた。
2018年シーズンは怪我のため3試合の出場に留まった。
2019年シーズンは全16試合に先発し、74タックル・2インターセプトを記録した。
2020年3月25日にイーグルスと2年契約を結び直した。第8週のダラス・カウボーイズ戦にてキャリア2度目となるタッチダウンを挙げ、チームの勝利に貢献した。しかし第14週のニューオーリンズ・セインツ戦で前十字靭帯損傷の怪我を負いシーズンエンドとなった。
2021年、第17週のワシントン・フットボールチーム戦にて、第4Q残り30秒で勝利を決定づけるインターセプトを奪った。この勝利によりイーグルスはプレーオフへの進出が決まった。

### インディアナポリス・コルツ
2022年4月14日にインディアナポリス・コルツと契約した。このシーズンは15試合に先発し、キャリアハイとなる96タックルを記録した。

### クリーブランド・ブラウンズ
2023年5月5日にクリーブランド・ブラウンズと契約を結んだ。

## 人物
2013年、救世軍のラムズ大使を務めた。